# Državna cesta D235
D235 je državna cesta u Hrvatskoj. Ukupna duljina iznosi 12,20 km.

## Naselja
- Čepikuće
- Lisac
- Doli